# Popowia setosa
Popowia setosa là một loài thực vật thuộc họ Annonaceae. Đây là loài bản địa Cameroon.